# Margaret Thatcher

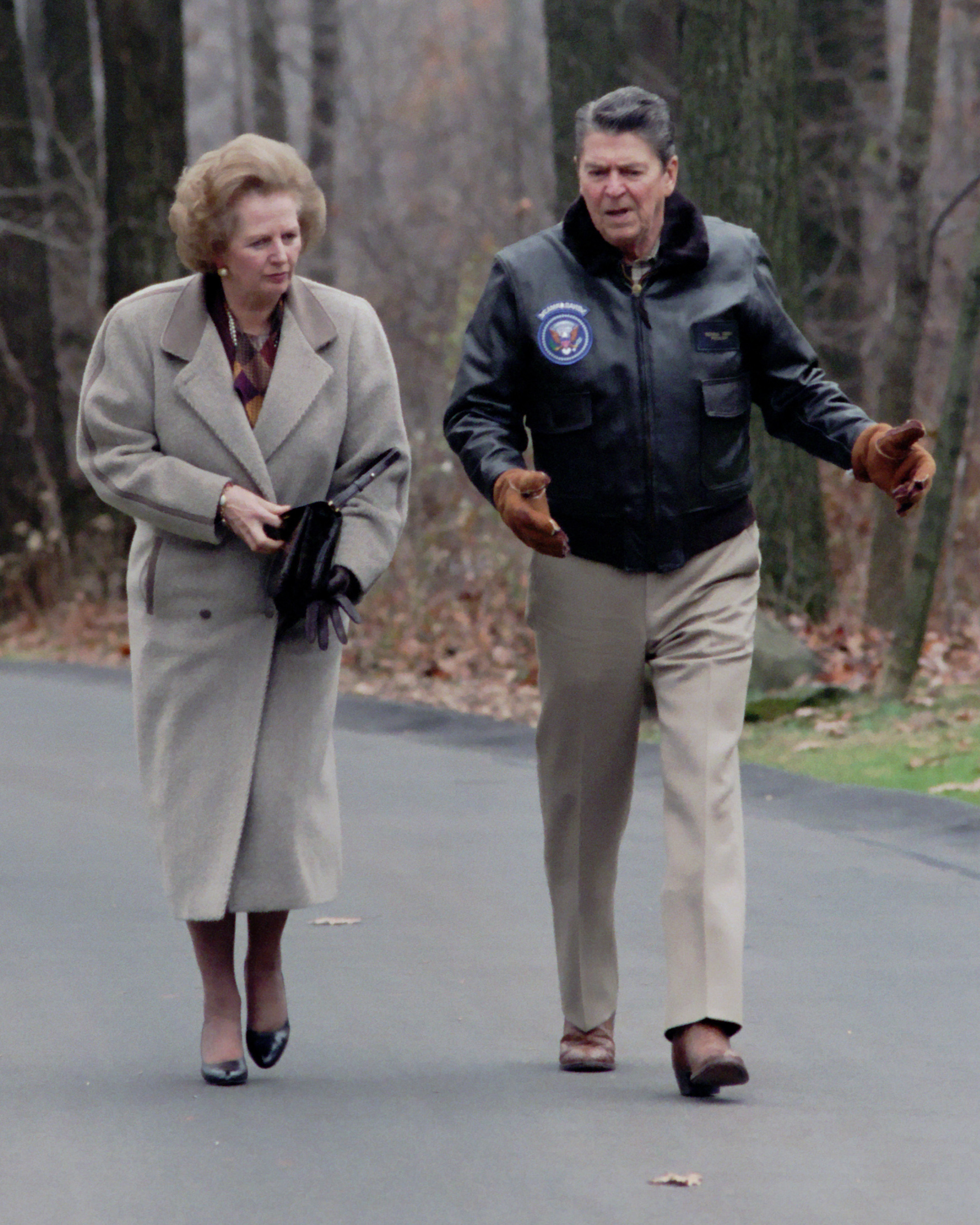
Margaret Thatcher însoțită de președintele Reagan

Margaret Hilda Thatcher, Baroneasă Thatcher, LG, OM, PC, FRS (n. 13 octombrie 1925, Grantham, Anglia, Regatul Unit – d. 8 aprilie 2013, Greater London, Anglia, Regatul Unit) a fost un om politic britanic, prim-ministru al Regatului Unit între 1979 și 1990.
Baroneasa Thatcher a fost prima femeie aleasă în funcția de prim-ministru sau lider al unui partid politic major în Regatul Unit, precum și primul premier britanic ales de trei ori consecutiv (1979, 1983 și 1987), record politic pe care l-a egalat numai Tony Blair în 2005. A devenit membru al Parlamentului britanic în 1959. Este una dintre cele mai importante personalități politice britanice, mandatul său fiind cel mai lung mandat continuu din istoria politică britanică. Ea este de asemenea una dintre cele mai controversate figuri politice, fiind prima femeie prim-ministru din întreaga istorie a Europei.
Alături de Churchill, Thatcher împarte onoarea de a avea o statuie de bronz în holul Camerei Parlamentului.
În 2011 viața ei a fost ecranizată într-un film de mare succes, Doamna de fier (The Iron Lady), cu Meryl Streep ca protagonistă, rol pentru care a și fost declarată, în 2012, „cea mai bună actriță” la Globul de aur, la Premiile BAFTA și la Oscar. Viața ei a mai fost ecranizată și în anul 2020 în serialul de succes The Crown de pe Netflix, unde Gillian Anderson a fost protagonista în sezonul 4.

## Începuturile vieții și educația
Baroneasa Thatcher s-a născut sub numele de Margaret Hilda Roberts în orașul Grantham din Lincolnshire în partea de est a Angliei. Tatăl său a fost Alfred Roberts, proprietarul unui mic magazin din oraș și o figură cunoscută în viața politică locală. Deși oficial el era descris ca „liberal independent”, în practică susținea conservatorii locali. Roberts și-a pierdut postul său de Alderman după ce Partidul Laburist a câștigat controlul Consiliului din Grantham în 1946. Mama sa a fost Beatrice Roberts, născută Stephenson.
A fost o elevă silitoare, urmând cursurile școlii de fete din Kesteven și mai apoi pe cele ale Colegiului Somerville, Oxford, începând cu 1944, unde a studiat chimia. A devenit președinte al Asociației Universitare Conservatoare din Oxford în 1946, fiind cea de-a treia femeie care să ocupe această funcție. A absolvit cu un titlul de gradul doi, și a lucrat ca cercetător chimist pentru British Xylonite și mai apoi pentru J. Lyons and Co., unde a ajutat la producerea metodelor de păstrare a înghețatei.

## Deces
Thatcher a murit în dimineața zilei de 8 aprilie 2013, la hotelul The Ritz din Londra, în urma unui accident vascular cerebral. Ea se cazase într-unul din apartamentele hotelului The Ritz încă din perioada Crăciunului (în 2012), din cauza unor probleme cu scările casei sale din Chester Square. Margaret Thatcher avusese, de altfel, probleme de sănătate mai mulți ani la rând. Lordul Bell, purtătorul de cuvânt al lui Thatcher, a confirmat decesul printr-un comunicat de presă emis la ora 12:52, ora locală (11:52 UTC).
Detaliile despre funeralii au fost stabilite conform dorințelor lui Thatcher. Astfel, funeraliile sale vor fi însoțite de un ceremonial, inclusiv onoruri militare, și de o slujbă religioasă la Catedrala Sfântului Pavel, urmând a fi incinerata.